# Hundwil

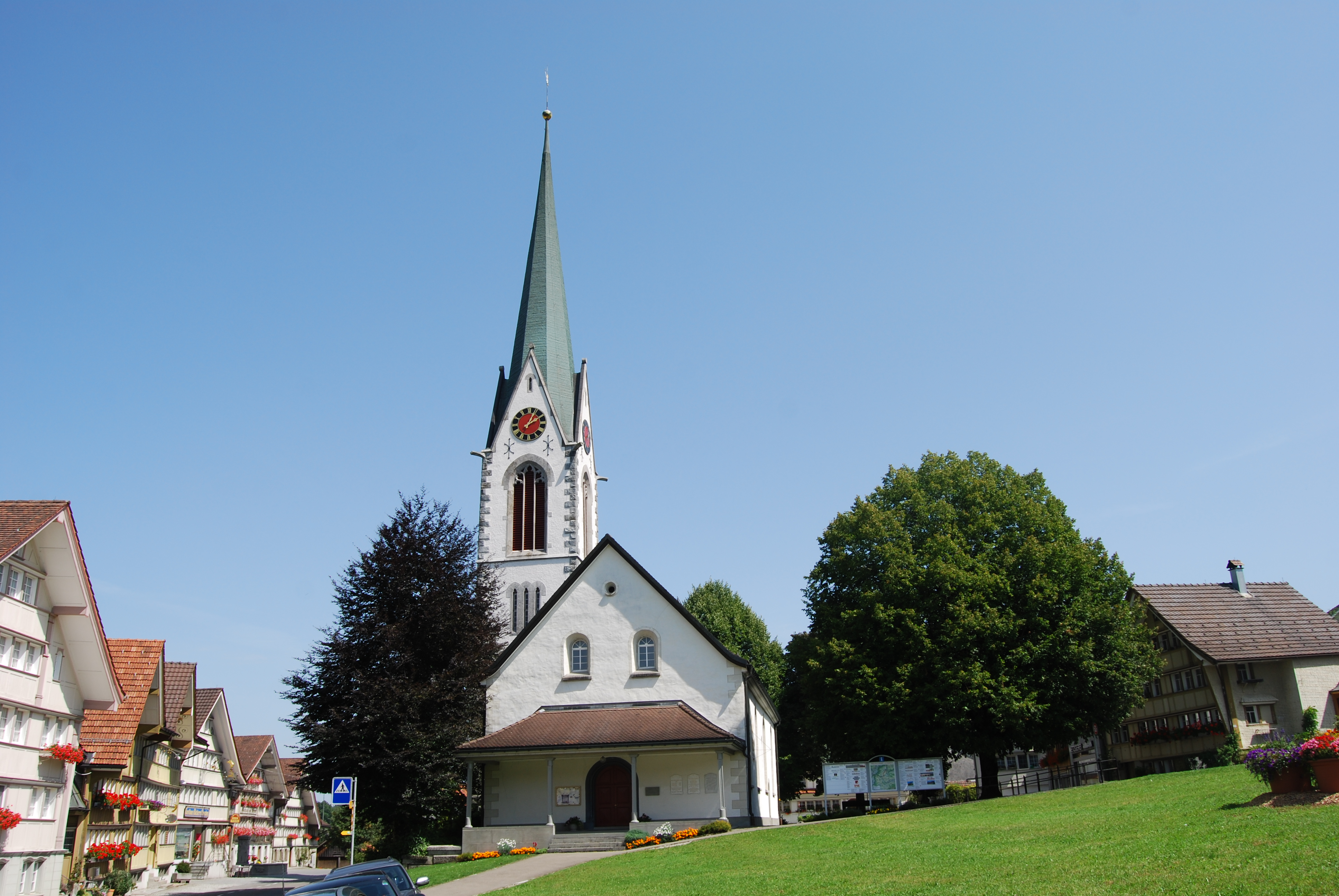
Hundwil.

Hundwil (schweizertyska: Hondwil) är en ort och kommun i kantonen Appenzell Ausserrhoden i Schweiz. Kommunen har 944 invånare (2023).